# (20289) Nettimi
(20289) Nettimi (1998 FQ64) – planetoida z pasa głównego asteroid okrążająca Słońce w ciągu 3,54 lat w średniej odległości 2,32 j.a. Odkryta 20 marca 1998 roku.